# Армстронг, Джиллиан
Джи́ллиан Мэй А́рмстронг (англ. Gillian May Armstrong; 18 декабря 1950, Мельбурн, Виктория, Австралия) — австралийский кинорежиссёр, сценарист, кинопродюсер, арт-директор.

## Биография
Джиллиан Мэй Армстронг родилась 18 декабря 1950 года в Мельбурне (штат Виктория, Австралия), став средним ребёнком в семье агента по недвижимости и учительницы начальных классов.
Джиллиан окончила «Vermont High».

## Карьера
В 1970 году Джиллиан стала первым женщиной-режиссёром в Австралии, сняв фильм «Старик и собака», и в настоящее время она сняла 27 фильмов. Также Армстронг является сценаристом, продюсером, арт-директором и актрисой.
Джиллиан — лауреат премий «Australian Film Institute» (1979, 1996), Премия Лондонского кружка кинокритиков (1981), «Brisbane International Film Festival» (1995), «Women in Film Crystal Awards» (1995 и «Australian Directors Guild» (2007, 2010).

## Личная жизнь
Джиллиан замужем за Джоном Плеффером. У супругов есть две дочери — Билли Армстронг (род.1986) и вторая дочь, чьё имя неизвестно (род.1989).

## Фильмография

### Режиссёр
- 1979 — «Моя блестящая карьера» / My Brilliant Career
- 1984 — «Миссис Соффел» / Mrs. Soffel
- 1991 — «Пламя в душе» / Fires Within
- 1992 — «Наши последние дни» / The Last Days of Chez Nous
- 1994 — «Маленькие женщины» / Little Women
- 1997 — «Оскар и Люсинда» / Oscar and Lucinda
- 2001 — «Шарлотта Грей» / Charlotte Gray
- 2007 — «Смертельный номер» / Death Defying Acts